# Komissarovka
La Komissarovka (in russo Комиссаровка?) è un fiume dell'Estremo oriente russo, tributario del lago Chanka. Scorre nei rajon Pograničnyj e Chankajskij del Territorio del Litorale. 
Fino al 1972, il fiume era chiamato Penča, Sintuchė, Cintucha (Пенча, Синтухэ, Синтуха).
Il fiume ha origine sul versante orientale della cresta Pograničnyj vicino al confine con la Cina e scorre prevalentemente in direzione orientale/nord-orientale. Sfocia sulla riva occidentale del lago Chanka. La lunghezza del fiume è di 162 km. Il bacino idrografico è di 2 310 km². Il corso del fiume si svolge dapprima tra le montagne, poi scende nella pianura del Chanka. La larghezza media del fiume alla foce è di 40-45 m. La profondità varia da 0,3-0,5 m a 1,8-2,1 m. Il fondo del fiume è sabbioso. Le sponde sono ripide o scoscese.